# Кэмпбелл, Джесинта
Джесинта Кэмпбелл (родилась 12 августа 1991) — победительница конкурса Мисс Вселенная Австралия, состоявшегося 17 июня 2010.

## Мисс Вселенная 2010
Джесинта стала второй вице-мисс на Мисс Вселенная 2010, уступив только конкурсантке из Мексики Химене Наваррете и первой вице-мисс Йенди Филлипс из Ямайки. Джесинта также выиграла титул Мисс Конгениальность, она стала второй Мисс Конгениальность среди австралиек с Мисс Вселенная 1955 Марибель Арриета. Также первая Мисс Конгенитальность среди полуфиналисток с Мисс Вселенная 1970.
В течение конкурса Джесинта вела передачи для радио Australia Nova 96.9, где описала свой опыт выхода на сцену в национальном костюме. «Когда я вышла на сцену, я почувствовала около шести застёжек в задней части платья. Я почесала свою спину. Я была на сцене в непривычном положении."»

## Личная жизнь
В ноябре 2016 года Кэмпбелл вышла замуж за игрока в австралийский футбол Лэнса «Бадди» Фрэнклина. 25 февраля 2020 года у супругов родилась дочь Таллула «Лулу» Фрэнклин. 23 марта 2021 года у супругов родился сын Роки Фрэнклин.

## Карьера
Кимпбелл стала тележурналисткой на австралийском телевидении, где обрела некоторую известность, но, несмотря на это, она более известна как Мисс Австралия.